# Glacier septentrional des Aiguilles-Blanches
Le glacier septentrional des Aiguilles-Blanches est un glacier d'Italie situé dans le massif du Mont-Blanc, dans le val Vény.
Le glacier naît sur l'ubac de l'aiguille Blanche de Peuterey, à environ 4 100 mètres d'altitude, et se dirige vers le nord en direction du glacier de la Brenva dans lequel il se jette au pied du mont Blanc de Courmayeur,.